# Concert spirituel
Concert spirituel was een muzikale instelling, die in 1725 in Parijs, Frankrijk door Anne Danican Philidor werd opgericht met als doel de uitvoering van instrumentale muziek en geestelijke werken met Latijnse teksten. Het Concert Spirituel was bedoeld als een excuus voor muzikaal vermaak op religieuze feestdagen, vooral tijdens de vastentijd, toen  operahuizen gesloten waren. Later werd het repertoire uitgebreid met meer wereldlijke composities naar Franse tekst. Opgeheven in 1790 werden de doelstellingen later door andere organisaties overgenomen.
Er kan gesteld worden dat de Concert Spirituel de toon zette voor concertprogramma's in de 18de eeuw. 